# 李漢光
李漢光（?—?），河南省光州直隸州光山縣人，清朝政治人物、同進士出身。
光緒二十九年（1903年），参加光緒癸卯科殿試，登進士三甲第8名。同年閏五月，以主事分部学习。